# Катакомбе у Јајцу
Kатакомбе у Јајцу представљају подземни храм (крипта), издубљен у живој стени, унутар зидина јајачке тврђаве, Босна и Херцеговина.

## Локација
Катакомбе су смештене испод платоа који се налази између Медвед-куле и Цркве свете Марије са торњем светог Луке, у просторној целини у којој је током историје изграђен већи број сакралних објеката: црква, манастир и гробље.

## Историја
У писаним изворима Јајце се први пут спомиње 1396. године, када се Хрвоје Вукчић Хрватинић назива јајачким кнезом, “цонте ди Јајцзе” . У његово доба, крајем 14. и почетком 15. века град доживљава изузетан политички и културни развој. Претпоставља се да је у том периоду до 1416. године, од када се више не јавља у историјским изворима, Хрвоје Вукчић дао налог да се исклешу катакомбе као његова гробница и гробница војводске породице Хрватинића. О самом објекту нема писаних историјских података.
Током османских освајања које је спроводио Омер паше Латас, у Kатакомбама скривале жене и деца. 

## Опис
Историјски споменик Kатакомбе у Јајцу је подземна грађевина. По основној диспозицији слична је цркви. Главне просторије су: нартекс, крстионица, наос, олтар. 
Пред улазом у нартекс, на стени у предворју с леве и десне стране врата, уклесане су две недовршене фигуре. Мушка фигура у лјевој руци држи спуштени мач, а до ње се налази назнака грба, могуће грба Хрвоја Вукчића Хрватинића.
Уклесана женска фигура у левој руци има хералдички знак. Нартекс, из којега се улази у главни део просторија, делимично је зидан каменом и покривен бачвастим сводом. Изнад крстионице исклесани су лучни отвори.
Уз бочне зидове, у поду, налазе се гробнице у које нико није сахрањен. У цркви се налази и исклесан двоструки крст, а десно и лево од њега сунце и полумесец – стари симболи култа смрти, загробног живота и вечног сна.
Из средине или главне просторије степеницама се спушта у још једну просторију, неку врсту крипте. Целу средину крипте заузима олтар са перфорацијом у облику двоструког крста, полумесецом и сунцем.
У главном делу цркве, уз бочне зидове, у поду су смештене гробнице. На левој страни налази се удубљење на крају које је исклесан двоструки крст, а десно и лево од њега сунце и полумесец. Из главне просторије четири стубе воде у крипту с олтаром који има перфорацију у облику двоструког крста, такође с полумесецом и сунцем.
Зидови су у катакомбама били често осликани мотивима вере исписани графитима којима су изражене разне поруке.
Основна архитектонска карактеристика катакомби јесу подземни ходници те специфична удубљења у зиду која представљају места укопа.
Kатакомбе су 2003. године проглашене националним спомеником БиХ.